# Notolomatia purpuripennis
Notolomatia purpuripennis är en tvåvingeart som först beskrevs av Hesse 1958.  Notolomatia purpuripennis ingår i släktet Notolomatia och familjen svävflugor.
Artens utbredningsområde är Kongo. Inga underarter finns listade i Catalogue of Life.